# Betpouey
Betpouey település Franciaországban, Hautes-Pyrénées megyében. Lakosainak száma 80 fő (2022. január 1.). Betpouey Viey, Luz-Saint-Sauveur, Sers, Viella és Barèges községekkel határos.

## Népesség
A település népességének változása:
| Lakosok száma | 111  | 112  | 96   | 92   | 87   | 86   | 85   | 84   | 82   | 80   |
|               | 2010 | 2013 | 2015 | 2016 | 2017 | 2018 | 2019 | 2020 | 2021 | 2022 |